# 巴斯托 (加利福尼亞州)
巴斯托（英語：Barstow）是美国加利福尼亚州聖貝納迪諾縣内的一座城市，根据2000年的人口普查它有21,119名居民。
巴斯托是一个重要的地区性运输中心。一些重要高速公路如15號州際公路和40號州際公路在市内交汇。市内还有一座巨大的铁路編組場。
巴斯托有一个美国海军陆战队的后勤中心，此外周边有一个军事区。
美国66号公路通过巴斯托，因此巴斯托的名字出现在一些歌曲中，比如黑眼豆豆的歌。一些小说和电影中也提到巴斯托，比如昆廷·塔伦蒂诺的《杀死比尔》下集和狂野極速。

## 历史
从1840年代开始巴斯托开始有人居住。莫哈維沙漠富饶的矿山历史也对巴斯托的成长起了很大的作用。1860年代许多矿工从这里经过，因此铁路也延伸到这里来运输货物和旅客。
1883年铁路通到巴斯托。
城市的名字来自于铁路大亨威廉·巴斯托·斯特朗。
后来重要公路通过巴斯托为城市带来了进一步的发展。运输是巴斯托经济的主要部分。

## 地理
巴斯托的地理位置为34°52′35″N 117°2′5″W。
根据美国人口调查局的数据，巴斯托面积87.0平方公里，所有面积是陆地面积。

## 气候
巴斯托有四个季节。夏季非常热，最高温度往往超过37.8°C。冬季的早晨往往很冷，温度会低到-1°C。冬季日内的温度差距非常大，下午最高温度可达17°C。
巴斯托非常干燥。年平均降雨量为约4英尺，其中半数以上在冬季降落。冬季也常下雪。

## 人口
根据2000年的人口普查巴斯托有21,119名居民，分7,647个户，其人口密度为每平方公里242.8人。
市内居民中57.10%是白人、11.60%是非裔美国人、2.41%是美洲土著人、3.08%是亚裔美国人、0.95%是太平洋土著人、18.40%是其他人种的人。6.46%是混血儿。36.50%的人是西班牙裔或者拉丁美洲裔的。
市内7,647个户中36.7%有18岁以下的未成年人、45.4%是结婚夫妇、17.7%是带孩子的单身妇女、31.3%不是家庭、25.9%是单身汉、8.5%有65岁以上的老年人。平均每户有2.71人，平均每个家庭有3.27人。
市内居民的人口结构为30.8%在18岁以下、10.4%在18至24岁之间、27.4%在25至44岁之间、19.3%在45至64岁之间、12.1%在65岁以上。平均年龄为32岁。市内女子对男子的性别比为100：99.6。18岁以上的成年人的性别比为100：97.1。
市内每户的平均年收入为35,069美元，家庭的平均年收入为40,160美元。男子的平均年收入为37,425美元，女子的平均年收入为25,380美元。人均年收入为16,132美元。约15.6%的家庭和20.3%的人口生活在贫困线以下，其中包括30.8%18岁以下的未成年人和4.3%65岁以上的老年人。
在一个州资助的经济考察中2006年巴斯托被列入加利福尼亚最穷的10座城市之一。市内居民中三分之一获得国家补助，10分之4获得社会救济。它离其它大城市比较远，这造成了一系列经济问题。巴斯托试图提高其经济。市内有三个赌场以及一些建筑计划。

## 名人
- 珍·克雷恩，演员
- 迪諾·埃貝爾，棒球教练